# Neolindus maya
Neolindus maya (лат.) — вид коротконадкрылых жуков рода Neolindus из подсемейства Paederinae (Staphylinidae). Название происходит от имени общин майя, населяющих типовое местонахождение в Мексике.

## Распространение и экология
Неотропика. Вид известен только из типового местонахождения в Мексике (штат Чьяпас, Laguna Naja). Оно устанавливает самую северную границу распространения рода Neolindus. Он был собран на высоте 950 м над уровнем моря в горном влажном лесу путём просеивания листовой подстилки и использования экстрактора Винклера.

## Описание
Мелкие коротконадкрылые жуки. Длина тела около 1 см. Блестящее чёрное тело и придатки (усики и ноги); брюшная межсегментная мембрана между сегментами III и IV тёмно-коричневая, остальные чёрные. Антенна тонкая, длиннее головы и переднеспинки вместе взятых; антенномеры длиннее ширины, опушение томентозное, начиная с антенномера 4; антенномер 1 такой же длины, как 2 и 3 вместе взятые, антенномер 3 длиннее 2. Лабрум двулопастной, с V-образным выступом. Пронотум шире своей длины, с умбиликальными микропунктурами, 2 парамедиальными и 2 латеральными рядами волосков. Простернум с верхней краевой линией, параллельной переднему краю. Метастернальный интеркоксальный отросток с 1 парой округлых отростков. Надкрылья шире длины, поверхность надкрылий с умеренно плотной умбиликатной пунктировкой в 10—11 продольных рядов.

## Систематика
Вид был впервые описан в 2024 году по типовым материалам из Мексики. Габитус N. maya похож на габитус N. punctogularis, но эти виды разделяются по признакам склеритов брюшка и эдеагуса. N. maya отличается от N. punctogularis формой заднего края стернита VII, который сужается к вершине с умеренно глубокой вогнутой срединной эмаргинацией у N. maya и косым остатком заднего края по бокам эмаргинации. Напротив, у N. punctogularis край прямой, а эмаргинация окаймлена широкими округлыми отростками. Кроме того, N. maya отличается формой заднего края стернита VIII с V-образной эмаргинацией и узкой приподнятой срединной продольной инвагинацией на стерните, тогда как у N. punctogularis инвагинация отсутствует; в форме заднего края тергита VIII, где средняя острая доля длиннее 2 боковых острых долей, в отличие от всех долей почти равной длины у N. punctogularis; и в иной форме срединной доли эдеагуса, а также апикальных плеч склеритов pPMS (paired parameral sclerites).